# Солоні води і розсоли Івано-Франківської області
Солоні води і розсоли Івано-Франківської області
В палеозойських і мезо-кайнозойських відкладах Передкарпатського прогину і Східно-Європейської платформи широко розповсюджені солоні води з мінералізацією до 50 г/л і розсоли з мінералізацією 200—300 г/л хлорно-натрієвого і хлоридно-кальцієво-натрієвого складу. Як розсоли, так і солоні води майже повсюдно містять йод, бром, рідше, бор. Вміст йоду і брому часто досягає промислових концентрацій.
Крім йоду, брому і бору, в водах встановлені літій, цезій, рубідій, стронцій, барій.
Солоні води і розсоли перспективні для використання в народному господарстві в двох напрямках: в бальнеології (для ванн і для пиття при розбавленні)і, як гідромінеральні родовища для вилучення певних елементів.
Для рентабельного видобутку корисних компонентів, промислові води повинні відповідати наступним вимогам:
- мінімальні вмісти йоду при комплексному вилученні з бромом — 10 мг/л; брому — 200 мг/л; при роздільному вилучені: йоду — 18 мг/л; брому — 250 мг/л;
- нижня границя концентрації В2О3 в присутності йоду (не менше 10 мг/л) — 150 мг/л; для виготовлення борних концентратів, як добрив використовуються води з вмістом В2О3 — 200 мг/л
- для широкого використання в хімічній промисловості необхідні води з вмістом бору більш 500 мг/л;
- вміст літію — більше 10 мг/л; цезію — більше 0,5 мг/л; рубідію — 3,0 мг/л; стронцію — більше 500 мг/л;
- дебіт свердловин повинен бути не менше — 500 м3/добу.
На сьогодні існують технології (в США, Болгарії, ін.) комплексного вилучення із розсолів нафтових родовищ літію, брому, йоду, солей магнію. Одна із таких технологічних схем, яка використовується в США і є рентабельною, передбачає екстракцію літію із розсолу ділівалоїлметану (Н. А. Солодов, 1991 р.).
В межах Передкарпатської нафтогазоносної провінції найбільш повно вивчені йодо-бромні води і розсоли в процесі гідрогеологічних досліджень при пошуково-розвідувальних роботах на нафту і газ. В тому числі, розсоли вивчались як гідромінеральні родовища спеціального типу для можливого видобутку з них рідкісних елементів: літію, бору, брому, цезію, стронцію.
Кондиційні вмісти лужних рідкіснометалевих елементів і стронцію встановлені в розсолах з мінералізацією 89—250 г/л хлоркальцієвого, хлор-кальцій-натрієвого, рідше, кальцій-магній-натрієвого складу, в відкладах верхньої Юри на площі від Лопушнянського нафтового на південному сході до Никловицького газового на північному заході родовищ (Івано-Франківська і Львівська області).
Високі середні вмісти літію (22 мг/л) виявлено в розсолах нафтових родовищ Бориславськ-Покутської зони Передкарпатського прогину (3,0—8,8 мг/л): Лопушнянському, Гвіздецькому, Пнівському, Старуньському.
Середні вмісти йоду в розсолах нафтових родовищ Внутрішньої зони Передкарпатського прогину — 11,4 мг/л; Більче-Волицької зони — 11,4 мг/л. Максимальні — 50,8 і 1000,7 мг/л відповідно (кондиції з бромом — 10 мг/л).
Середній вміст брому 132 і 122 мг/л, максимальні до 1055 мг/л (кондиційні — 200 мг/л).
Найбільш перспективні ділянки для першочергових пошуків і детальної розвідки розсолів з метою комплексного їх використання (йод, бром, літій, стронцій та інші) в межах Івано-Франківської області є ділянки Гринівка і Лопушна.
На площі Гринівка з юрських відкладів можна очікувати розсоли з хорошим дебітом (по св. 6 — 700 м³/добу) вмістами йоду — 18—89 мг/л, брому — до 543 мг/л. Інші мікроелементи не визначались.
Технологія комплексної розробки пластових вод Лопушнянського нафтового родовища вивчалась у 1994—1996 роках у ВНІІХТ (Москва). Висновком цього дослідження є те, що пластова вода являє собою високомінералізований розсіл хлоридного типу, містить ряд цінних компонентів і становить інтерес, як гідромінеральна сировина, в якій вмісти літію, йоду, брому, рубідію, цезію, стронцію в 2—8 разів перевищують нижні границі доцільності їх вилучення (літій — до 88,7 мг/л, стронцій 980—1200 мг/л, бром — 353 мг/л). В зв'язку з відсутністю фінансування технологія розробки розсолів із інституту не отримані.
Промислові вмісти мікрокомпонентів встановлені також у розсолах нафтових родовищ Пнів, Дзвіняч, Старуня, Розсільна, Гвізд, де разом з бромом (237—804 мг/л) і йодом (25—37 мг/л), встановлено літій (10—54 мг/л). Дебіти вод не вивчені.
Не дивлячись на широке розповсюдження підземних вод і розсолів з високими вмістами мікрокомпонентів, виділення перспективних ділянок затруднене в зв'язку з недостатньою їх вивченістю, з однієї сторони, а також малою кількістю витриманих водоносних горизонтів — з другої.
На найбільш перспективних для комплексної розробки ділянках — Лопушнянській і Гринівській необхідно провести такі спеціалізовані роботи:
- визначити мінімальні дебіти експлуатаційних свердловин;
- визначити фільтраційні властивості порід — колекторів, з метою підземного захоронення відпрацьованих розсолів;
- придбати у ВНІІХЕ (Москва) технологію розробки Лопушнянського родовища.
Ще одним джерелом супутнього вилучення брому і йоду можуть бути розсоли і зворотні луги хімфабрики «Хлорвініл» і, особливо, маточні розсоли калієносної товщі Калуш — Голинського родовища, які зустрічаються спорадично (рудник «Ново-Голинь»).
Бром, йод, літій концентруються в розсолах у зоні соляного дзеркала при вилуговуванні калієносних порід. Вміст брому в розсолах досягає 890 мг/л, йоду — 4—10 мг/л, літію — 0,17—1,95 мг/л (середні — 0,86 мг/л).
Вміст брому в сульфатних калійних солях становить 0,032—0,053 %, в сильвіні досягає 0,14—0,24 %; крім того, калійні руди містять підвищені вмісти бору, рубідію, стронцію та інших елементів.
Бром, який концентрується в зворотних лугах збагачувальної фабрики і розсолах разом з йодом, на сьогодні, може рекомендуватись до видобутку при переробці калійної руди.